# Patrice Neveu
Pour les articles homonymes, voir Neveu.
Patrice Neveu, né le 29 mars 1954 au Pré-Saint-Évroult (Eure-et-Loir), est un footballeur, milieu de terrain, aujourd’hui reconverti en entraîneur.

## Biographie

### Joueur (1971-1989)
Né dans le centre de la France à Pré-Saint-Évroult, il signe au CS Bonneval sa première licence en minimes. Avant sa carrière d’entraîneur et de sélectionneur national, Patrice Neveu a commencé sa carrière de joueur à l’OC Châteaudun, club de D3 dans les années 1970, entraîné par l’ex international franco-polonais Édouard Stako. Il fait ses débuts en équipe première contre Vannes à l’âge de 18 ans. Après son service militaire, il est mis à l’essai à l'AS Angoulême, sur recommandation d’un ami, Henri Skiba, où il est retenu. En 1975-1976, entraîné par Skiba, il évolue en D2 à l’AS Angoulême. Par la suite, il joue dans d’autres équipes de D3, le VS Chartres et l'ES La Rochelle. Joueur de caractère et de devoir, il portera souvent le brassard de capitaine.

### Entraîneur/sélectionneur

#### Débuts en France (1989-1998)
En 1989, il met fin à sa carrière de joueur. Anticipant la suite de sa carrière, il passe ses diplômes d’entraîneur à Vichy sous la tutelle de Gaby Robert, puis à Clairefontaine avec Gérard Houllier, le DTN de l’époque. Dans la foulée, il est recruté par Fontenay-le-Comte pour être l’homme de la situation lors de la fusion des deux clubs de la ville, le SAF et l’Étoile (laïque et patronage). Il prend ce club de 500 licenciés en DH et le hisse en CFA. En 1998, il répond à l’appel de son ex-président des années 1975, le Dr Diacono, qu’il a côtoyé lorsqu’il était joueur à l'AS Angoulême, et conduit l’équipe 20 ans après en 1/4 de finale de la Coupe de France.

#### Départ pour l’Afrique (1998-2002)
Globe-trotter dans l’âme, homme de défis, après cette reconnaissance en Coupe de France, il emprunte le même chemin que son ami Philippe Troussier, et remplace Badou Zaki à l'AS Salé au Maroc. Dans la continuité, il s’engage à Médenine en 1999 (Tunisie) où il succède à l’ex joueur marseillais Robert Buigues. En une année, il fait accéder Médenine à la D1. Nommé DTN du Niger, il quitte ses fonctions quelque temps plus tard en raison du manque de moyens mis à sa disposition.

#### La Chine (2002-2004)
Il s’engage en 2002 avec le club de Dalian Shide, avant de partir à Zhuhai, le club filial de Dalian. Après avoir travaillé à la création d’un centre de formation, il est nommé six mois plus tard Manager de Dalian Shide. Lors de la deuxième saison, il part en tant qu’entraîneur à Zhuhai, qu’il fait accéder à la D1 chinoise[réf. nécessaire].

#### Retour en Afrique (depuis 2004)
De 2004 à 2007, il est sélectionneur national de l’équipe de Guinée, pays qu’il qualifie à la CAN 2006 en Égypte. Lors de ce tournoi, la Guinée pratique un jeu chatoyant, avec les Pascal Feindouno, Fodé Mansaré, Kaba Diawara ou Ismaël Bangoura. Invaincue au 1er tour, vainqueur de l’Afrique du Sud, de la Zambie et de la Tunisie, championne en titre, la Guinée s'incline en quarts de finale contre le Sénégal. En outre, il mène le Syli de Guinée de la 92e à la 22e place au classement mondial de la FIFA.
Après un passage en Égypte, à l'Ismaily SC, suivi d'une brève expérience au MA Tétouan (D1 marocaine), où il est interdit d'exercer sa profession, il est nommé sélectionneur de la RD Congo, championne d’Afrique et mondialiste en 1974.
En août 2010, il rejoint le club égyptien de Smouha Sporting Club, promu en D1. Il quitte ses fonctions en décembre de la même année. N’ayant pu effectuer le recrutement de début de saison, il stabilise malgré tout l’équipe. Mais après un désaccord avec le comité il quitte le club à l’amiable. Après la démission de Moussa Saïb du club de la JSK (D1 algérienne), Patrice Neveu est approché par le club, mais c’est une autre direction qu’il s’apprête à suivre.

##### Mauritanie: la reconnaissance, qualification historique (2012-2014)
Nommé à la tête de l'équipe de Mauritanie en janvier 2012, Neveu veut remettre de l’ordre et réorganiser le football du pays, ce qui lui vaut dès son arrivée des critiques.
Néanmoins, il est rapidement reconnu pour son travail. Quand l'ancien sélectionneur de la Guinée et du Congo prend en charge la sélection mauritanienne, il doit remettre sur pied une équipe tombée au 206e rang mondial et qui a été suspendue de toute compétition continentale. Il doit recenser les joueurs évoluant en Afrique, en Europe, mais aussi au niveau local. Son objectif est de construire avant tout une équipe nationale locale compétitive. Lors des éliminatoires du CHAN 2014, la Mauritanie élimine d'abord le Liberia. Premier exploit devant les yeux du chef de l'État, le général Mohamed Ould Abdel Aziz. Pour aller en Afrique du Sud, la Mauritanie doit ensuite se débarrasser du Sénégal. À Dakar, les Mauritaniens s'inclinent 1-0.
Au retour, c'est l'exploit : victoire 2 à 0 qui donne à la Mauritanie une première qualification historique dans un tournoi continental. Neveu aura ses mots: « Quand je suis arrivé, j'avais 90 % du monde sportif contre moi. J'étais un étranger et cela dérangeait ceux qui étaient en place et le fait de changer les mentalités était vu d'un mauvais œil par les entraîneurs locaux. J'ai amené de la rigueur, de la discipline, mais aussi du respect, du plaisir et, surtout, il a fallu faire cohabiter le football et la religion, très fortement marquée dans ce pays musulman. Aujourd'hui, sur le marché de Nouakchott des mamies m'embrassent sur la tête. Je suis aussi reconnu que le chef de l'État qui a fait beaucoup pour le football. Une statue ? Je ne pense pas que je serai statufié, mais, ici, ils se souviendront de moi. Tout a été très dur pour en arriver là. Mais ce succès m'a reboosté. C'est l'expérience la plus difficile que j'ai eu à mener. Psychologiquement surtout ».
Après la qualification pour le CHAN 2014 en Afrique du Sud, il rebâtit intégralement l’équipe nationale A, composée de joueurs professionnels basés en Europe. En 30 mois de fonction, il fait gagner la Mauritanie de 73 places au classement FIFA (de la 206e à la 133e place), soit la 7e progression des 54 pays affiliés à la Confédération africaine de football. Il est limogé début août 2014, après une élimination aux mains de l'Ouganda, au 3e tour des éliminatoires de la CAN 2015.

#### Haïti (2015-2016)
Le 22 décembre 2015, il est nommé sélectionneur d'Haïti. Pour son premier test avec Les Grenadiers il obtient une qualification historique à la Copa América Centenario, en battant Trinité-et-Tobago en match de barrage 1-0. Il devient par la même occasion le premier entraîneur français à qualifier une équipe nationale à la Copa America.
Son expérience lors des qualifications de la Coupe du monde 2018 est moins heureuse puisque Haïti ne peut franchir le 4e tour préliminaire après sa défaite contre le Costa Rica, le 2 septembre 2016, au Stade Sylvio-Cator (0-1).
Le 26 mars 2016 : Décoré d'Honneur et Mérite National  fait CHEVALIER par Monsieur Jocelerme Privert Président de la République d’Haïti.
Le 27 décembre 2016, presque un an jour pour jour après sa nomination à la tête des Grenadiers, Neveu jette l'éponge en raison de conditions de travail déplorables dont de nombreux salaires impayés.

#### Horoya (2018-2019)
Le 14 octobre 2018, il est nommé entraîneur du Horoya AC en Guinée. En décembre, il remporte la Supercoupe de Guinée. En Mars 2019 , il qualifie Horoya AC pour les 1/ 4 de finale de la ligue des champions Africaine, 2 jours après il est limogé sans raison invoquée de façon officielle. Il s'agirait de problèmes d'ordre relationnel entre l'entraineur français et l'institution.

#### Gabon (2019)
Gabon 05.2019 Sélectionneur National des Panthères  
Après le fiasco de 2019 (non-qualification à la CAN) sous couvert de l’Etat Gabonais la FEGAFOOT lance un appel à candidature. Sur les 84 candidats fort de ses expériences passées Neveu est retenu comme l’homme de la situation.   
Le 23 mai 2019, il est nommé sélectionneur de l’équipe nationale du Gabon pour un contrat de deux années plus deux années en option .Son premier objectif était de qualifié le Gabon pour la CAN 2021 au Cameroun .Dès sa prise de fonction avec son sens aiguisé du management autour du capitaine Aubameyang ,en quelques mois il redynamise totalement  l’équipe des panthères  .Le 25 Mars 2021 en battant à Franceville la RD Congo 3 à 0 il qualifie l’équipe  pour la CAN 2022 ceci avant la fin des éliminatoires .  
CAN 2021 au Cameroun (la poule dite de la mort)  
La situation sanitaire dans le monde due au Covid obligea la CAF à un report en janvier 2022   Au tirage au sort le Gabon tombe dans le groupe (dite de la mort) tant elle est relevée avec Le Maroc, Le Ghana et les Comores.  
CAN 2022 Cameroun la compétition  
Pendant la compétition malgré beaucoup de perturbations (joueurs majeurs absents pour Covid Neveu saura de par son engagement total rester au cœur de l’action avec ses joueurs, sa communication avec les médias fera qu’il gardera son groupe de joueurs unis. Le collectif des Panthères estampilla son identité de jeu  . L’ancien Portier International camerounais Joseph Antoine Bell déclara (RFI) être séduit par la qualité du jeu mais aussi l’état d’esprit de sublimation des joueurs de la sélection Nationale du Gabon.  
En battant les Comores et partageant les scores de parité avec le Maroc 2 à 2 et le Ghana 1à 1 les Panthères sortiront logiquement des poules en terminant 2ème derrière le Maroc. 
En 8ème de finale les Panthères affrontent les étalons du Burkina Faso. Après 120 minutes de jeu dont 50 minutes à 10 après l’expulsion du défenseur Obissa ,les panthères seront éliminées aux tirs au but 7 à 6. Sur ce match intense à grand suspens l’arbitrage de Mr Redouane Jiyed fut trop négativement remarqué infligeant 15 cartons et surtout fit une double faute d’arbitrage lorsque l’attaquant Boupenza partant de son propre camp fut signalé hors-jeu et plutôt que de laisser se dérouler l’action il la stoppa et ne fit pas appel à la VAR. 
Aubameyang et Lémina ne joueront par la CAN  
Le sélectionneur Neveu fut contraint de jouer cette CAN sans ses deux joueurs majeurs Aubameyang Pierre Emericket Mario Lemina jugés positifs au Covid puis d’une supposée inflammation du cœur les joueurs retournèrent dans leur club sans avoir pu participer à la Compétition.   
Retour à Libreville les Panthères reconquièrent la confiance du peuple Gabonais.  
Lors de leur retour au Gabon à l’aéroport Leon Mba c’est une foule immense qui les attend pour fêter leurs prestations. Le peuple renoue avec ferveur un authentique attachement à son équipe des Panthères.

Dès le début de la phase éliminatoires qualificative à la CAN 2024 en côte d’Ivoire les Panthères s’inscrivent dans la continuité de leurs matchs à la CAN au Cameroun. Après 3 Matchs joués ils sont en tête de leur groupe devant la Mauritanie, le Soudan et la RD Congo.
Une victoire ou 3 points leur suffisent pour participer à une 2ème CAN successive.
Malheureusement des grosses ingérences (Etatiques) au sein l’équipe en interne mettent en difficulté le collectif. À la suite de l'élection à la présidence de la République un coup d’État contre le pouvoir en place a lieu. Le CTRI décide la mise en place d’un nouvel organigramme technique.
En Octobre 2023 après plus de 4 ans à la tête de la Sélection Nationale Neveu quittera le Gabon.

## Palmarès d’entraîneur
- 1991-1992 : Champion Division d'Honneur Vendée (France), accession en D4 avec Fontenay-le-Comte VF.
- 1996-1997 : Accession en CFA avec Fontenay-le-Comte VF.
- 1998-1999 : Quart-finaliste de la Coupe de France avec l'AS Angoulême.
- 1999-2000 : Quart-finaliste de la Coupe de la Ligue (Tunisie) avec le CO Médenine.
- 2000-2001 : Champion de Ligue II avec le CO Médenine.
- 2005 : Vainqueur de la Coupe Amílcar Cabral en 2005 avec la Guinée.
- 2006 : Qualification de la Guinée à la Coupe d'Afrique des Nations 2006 en Égypte (Quart-finaliste).
- 2007-2008 : Vice-champion d'Égypte et demi-finaliste de la Coupe d'Égypte avec l'Ismaily SC.
- 2012-2013 : Qualification de la Mauritanie au CHAN 2014 en Afrique du Sud.
- 2015 : Qualification à la Copa América Centenario avec Haïti.
- 2018 : Vainqueur de la Supercoupe de Guinée.
- 2021 : Qualification du Gabon à la Coupe d'Afrique des Nations 2021 au Cameroun (8ème-de finale).